# Humaid Abdulla Abbas
Humaid Abdulla Abbas (sinh ngày 16 tháng 4 năm 1988) là một cầu thủ bóng đá người Các Tiểu vương quốc Ả Rập Thống nhất. Hiện tại anh thi đấu ở vị trí tiền vệ phải cho Al-Wasl ở UAE Pro League.